# Чжан Чжичжень
Чжан Чжичжень (кит.: 张之臻) — китайський тенісист, призер Олімпійських ігор, чемпіон Азійських ігор.
Срібну олімпійську медаль Чжан виборов на Паризькій олімпіаді 2024 року в міксті, граючи з Ван Сіньюй. 
Звання чемпіона Азії він здобув на Іграх 2022 року, що проходили в Гуанчжоу.

## Матчі за олімпійські медалі

### Мікст: 1 срібна медаль
| Результат | Рік  | Турнір                  | Поверхня | Партнерка  | Супротивник                    | Рахунок          |
| --------- | ---- | ----------------------- | -------- | ---------- | ------------------------------ | ---------------- |
| Срібло    | 2024 | Олімпійські ігри, Париж | Грунт    | Ван Сіньюй | Катержина Сінякова Томаш Махач | 2–6, 7–5, [8–10] |

## Фінали турнірів ATP

### Парний розряд: 1 титул
| Легенда                |
| ---------------------- |
| Grand Slam (0–0)       |
| ATP Masters 1000 (0–0) |
| ATP 500 Series (0–0)   |
| ATP 250 Series (1–0)   |

| За покриттям |
| ------------ |
| Хард (1–0)   |
| Грунт (0–0)  |
| Трава (0–0)  |

| За умовами      |
| --------------- |
| Під небом (0–0) |
| В залі (1–0)    |

| Результат | В–П | Дата     | Турнір           | Статус     | Поверхня | Партнер     | Супротивники                              | Рахунок  |
| --------- | --- | -------- | ---------------- | ---------- | -------- | ----------- | ----------------------------------------- | -------- |
| Перемога  | 1–0 | Лют 2024 | Open 13, Франція | 250 series | Хард (з) | Томаш Махач | Патрік Ніклас-Сальмінен Еміль Руутсувуорі | 6–3, 6–4 |